# Prix Kremer
Pour les articles homonymes, voir Kremer.

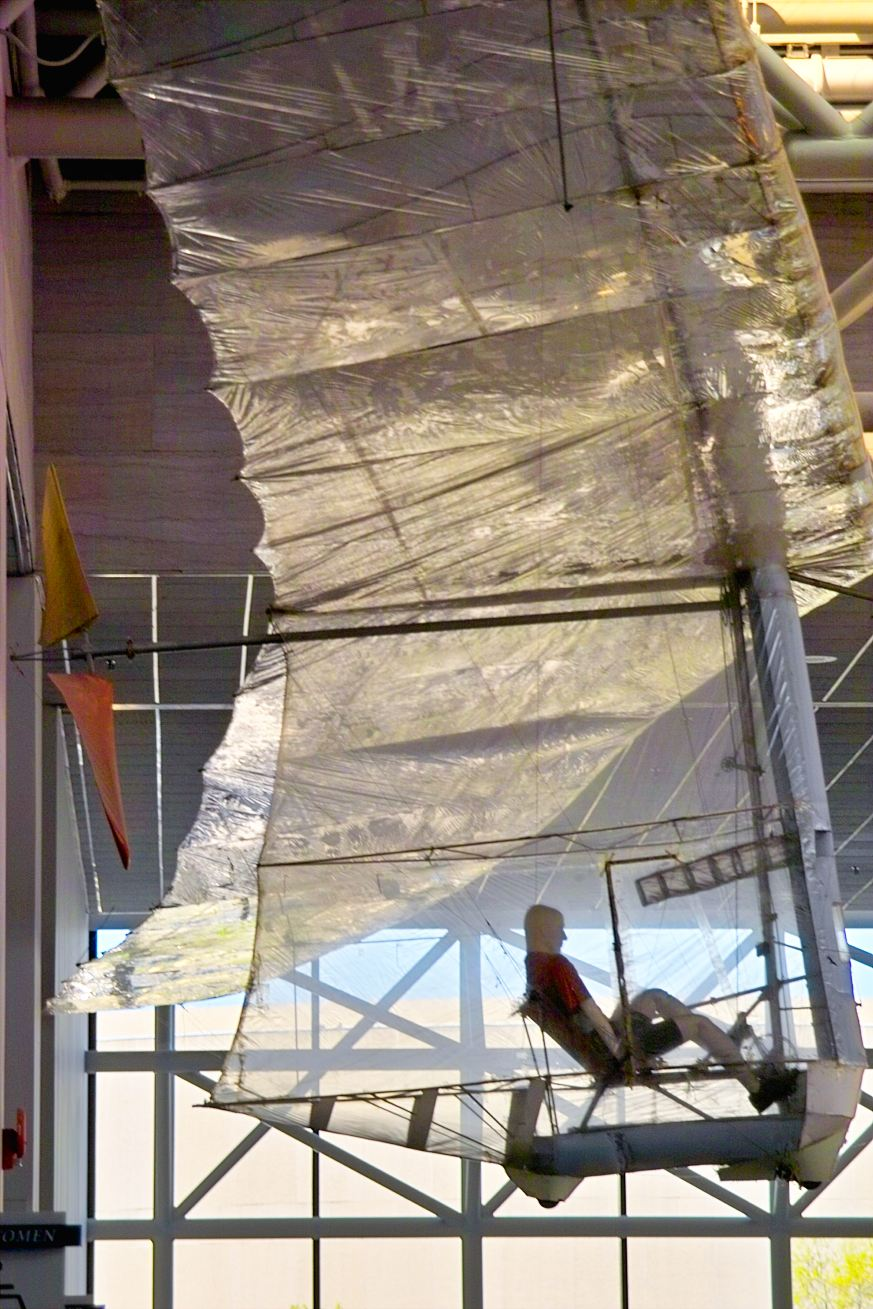
voici l'installation d'une personne

Les prix Kremer  sont une série de défis récompensés par des prix, lancés à partir de 1959 par l'industriel anglais Henry Kremer, pour encourager les pionniers du vol à propulsion humaine.
Les compétitions et les récompenses sont administrées par la Royal Aeronautical Society's Human Powered Aircraft Group.

Le premier défi offrait 50 000 £ à la première équipe capable de faire voler un avion à énergie musculaire sur un parcours de 1 mile (1,6 km) en forme de « 8 » à une altitude minimum de 3 m.
Le 23 août 1977  l'ingénieur américain Paul B. MacCready, Jr., Peter B.S. Lissaman et l'équipe de la société AeroVironment Inc. ont remporté le défi avec le Gossamer Condor, piloté par Bryan Allen.
Le second prix de 100 000 £ a été remporté le 12 juin 1979, de nouveau par Paul MacCready, lorsque  Bryan Allen traversa la Manche entre l'Angleterre et la France à bord du Gossamer Albatross.
Le prix Kremer de vitesse, doté de 20 000 £, récompensant un parcours de 1.5 km réalisé en moins de 3 minutes (vitesse moyenne 32 km/h), a été remporté en 1983 par une équipe du Massachusetts Institute of Technology avec le Monarch B.

Il reste trois prix qui n'ont pas été remportés, pour un total de  150 000 £:
- Un circuit marathon de 42 km  en moins d'une heure (50 000 £);
- Un challenge de manœuvrabilité (100 000 £);
- Un challenge limité aux jeunes Britanniques de moins de 18 ans.